# Окшевський Олег В'ячеславович
Олег В'ячеславович Окшевський (рос. Олег Вячеславович Окшевский; 5 серпня 1915, Євпаторія — 10 серпня 1998, Лорел) — російський емігрант у Югославії, льотчик Другої світової війни.

## Життєпис
Олег Окшевський народився 5 серпня 1915 року у військовій сім'ї В'ячеслава Івановича Окшевського і Тетяни Іванівни Окшевської (до шлюбу Пальчевської) в Євпаторії. Після евакуації сім'я влаштувалася в югославському місті Нові-Сад, де пройшли дитячі роки Олега і його старшого брата Лева. Прийнятий до Російського кадетського корпусу в Сараєво. З 1929 року корпус називається «Перший Російський Великого князя Костянтина Костянтиновича кадетський корпус» і розташовується в місті Біла Црква. Закінчив 1932 року корпус, після чого успішно закінчив військову школу пілотів і продовжив службу у ВПС Югославії.
У 1941 році Німеччина напала на Югославію. Країна швидко підписала капітуляцію, і Олег із братом Левом, також пілотом, вступили в авіацію Незалежної держави Хорватії. Однак агресивна антисербська політика Хорватії змусила Окшевського замислитися про втечу з авіації та перехід на бік Опору. 25 червня 1942 року літак Dornier Do 17, який пілотував Мілівой Бороша, перелетів лінію радянсько-німецького фронту. У складі екіпажу були хорват Мілівой Бороша, росіяни Олег і Лев Окшевські, серб Богдан Вуйчич і хорват Марк Желяк. Весь екіпаж, крім Желяка, ухвалив рішення перейти на бік СРСР. Після приземлення літака в Калінінській області весь екіпаж покинув літак, зв'язавши Желяка.
Брати Окшевські опинилися в таборі військовополонених. У 1944 році їх відправили до Югославії, де вже були радянські війська. Тільки завдяки втручанню колишніх офіцерів Королівських ВПС Югославії братам вдалося уникнути суду за звинуваченням у співпраці з усташами. Олег і Лев прослужили деякий час у ВПС Югославії, після чого 1945 року їм дозволили покинути країну. Через Трієст Олег потрапив до Італії, звідки 1950 року переїхав до Канади (Монреаль, потім Торонто) і почав працювати в текстильній індустрії.
У 1957 році Олег одружився з Людмилою Яківною Селіховою. У шлюбі народилися син Георгій і доньки Тетяна, Олена та Наталя. Сім'я проживала в місті Лейквуд (штат Нью-Джерсі). У 1983 році сім'я переїхала в Лорел, передмістя столиць США, Вашингтона. Олег брав участь у численних з'їздах кадетських об'єднань і, за власними словами, не пропускав жодного. У 1989 році він після важкої хвороби опинився прикутим до інвалідного крісла, але вирушив до Пенсильванії 1994 року на черговий з'їзд. Був засновником кадетського об'єднання в Монреалі та членом Нью-Йоркського кадетського об'єднання, з 1984 року член Вашингтонського кадетського об'єднання.
8 жовтня 1998 року Олег В'ячеславович помер у віці 83 років від граничного ослаблення серця. Панахида відбулася в соборі Святого Іоанна Предтечі у Вашингтоні, на ній були присутні всі кадети об'єднання. Труну було накрито прапором Росії. Похорон відбувся в місті Джексон, штат Нью-Джерсі, на кладовищі ферми Рова.